# Arkóza

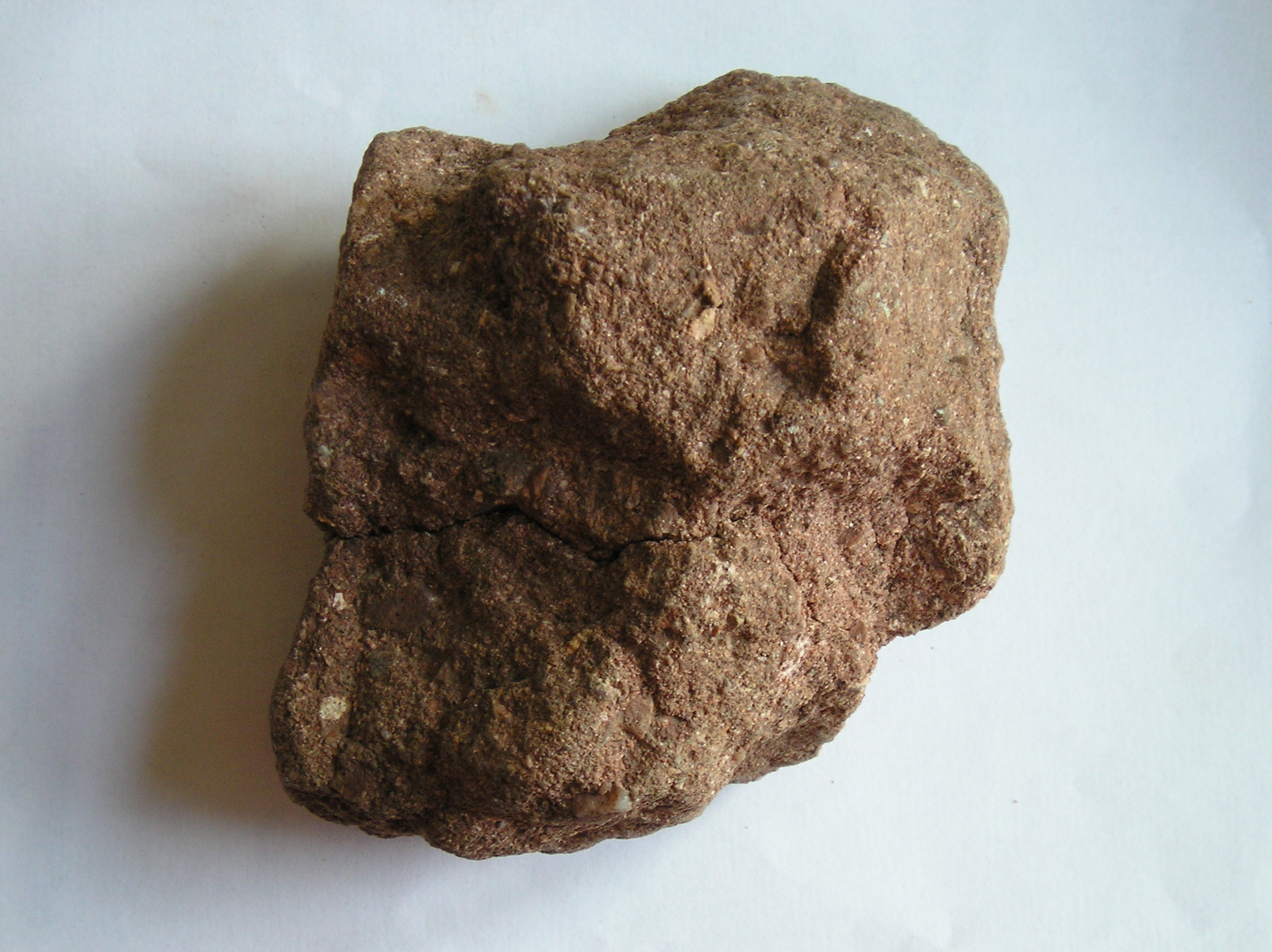
Arkóza

Az arkóza gránit mállásából keletkezett, sok földpátot tartalmazó, homokkő jellegű üledékes kőzet. Rendszerint vöröses-szürkés színű.

## Általános jellemzők
Az arkóza homokkő, melyhez az anyagot gránit szolgáltatta; rendesen gránitok közelében találni. Földpát, quarc és csillám-szemeit meg lemezelt agyagos, kaolinos vagy kovás ragasztóanyag tartja össze. A karbon, a diasz (Rothliegend), a triasz (Tarka homokkő) szisztémákból, valamint a harmadkorból ismeretes. Lelőhelye a Feketeerdő, Vogézek, Auvergne stb. A földpátot tartalmazó homokot arkóza-homoknak is mondják

## Összetétele

### Földpát
A földpátok ásványcsoportba tartozik, mely a földkéreg kőzeteinek 60 térfogatszázalékát alkotják. Tiszta állapotban az előfordulási esélyük alacsony. Rendszerint izomorf elegykristályok elegyeiként találhatóak meg. A gránitból alakult ki, melynek a csillám-szemeit agyagos, kaolinos vagy kovás ragasztóanyag tartja össze.

### Agyag
Az agyag víztartalmú alumíniumszilikát, mely a földpát vagy a földpátot tartalmazó kőzetekelmállásakor keletkezik. A víz és a levegő széndioxidjának oldó hatása alatt kioldódik a földpátból a kálium- és nátriumszilikát és képződík azagyagszubsztáncia, melynek teoretikus képlete Al2O32SiO2+2H2O.Ez megfelel százalékban: Aluminiumoxid (Al2O3) 39,56,Kovasav (SiO2,) 46,50, Viz (H2O) 13,94 összetételnek

### Kaolin
Porcelánföld; fehér, földes külsejű agyagos kőzet (igen gazdag Ielőhelyéről, a kínai Kaoting hegy nevéről).

### Gránit
A Gránit a leggyakoribb mélységi magmás kőzet, a leggyakoribb savanyú kőzet. Neve a latin granum = szemcse szóból származik. A gyémánt után a második legkeményebb kőzet. Viszonylag könnyű, szilárd, durva kristályos kőzet. Három fő ásványa:
- az áttetsző, szürkés kvarc,
- a fehér vagy sárga plagioklász (oligoklász, illetve albit) és
- a rózsaszínű vagy fehér káliföldpát (ortoklász, néha mikrolin)

## Előfordulás
Mivel az arkóza gránitokból alakul ki, ezért az előfordulása is a gránit lelőhelyeihez kapcsolódik.A gránitok a földkéregnek számot tevő részét teszik úgy egymagukban, mint a gnejsszel és egyéb kristályos palákkal egyetemben, ahol azok magját képezik; a gránithegyek alakja kerekded felületű gömbszelethez hasonlít, vagy pedig több ezer km hosszú fennsíkokat képez, tömeges anyaga az őskori (laurentian-szisztéma) gránitrégióját alkotja, de ismeretesek a szilur-,devon-, sőt egyes helyeken még a jura földtörténeti korokból is (Sziklás-hegység, Sierra Nevada É.-Amerikából és egynéhány európai tartományokból.) Előfordul még mint vándorkő is Németország, Hollandia, Lengyelország, Oroszország lapályán, melyek a gleccserekkel a diluviális korban Svéd- és Finnországból származnak; hasonló vándorkövek ismeretesek Angliában és az Amerikai Egyesült Államok területén is több szövetségi államban.
Magyarországon a legrégibb időkre utaló kőzetünk (1000 millió éves) a Keleti Mecsekben található gránit a Mórágyi-Geresd – másként Baranyai –röghegységben. A Mórágy-Kecskeméti gránit-vonulat 25–30 km széles, 200 km hosszú összefüggő lemez. A felszínen lévő mórágyi gránit-rög folytatása nem messze Mórágytól, a Sárközben, Pilis községben 88 m, Bátaszéken 112 m, Szekszárd alatt 882 m, Szegeden már 3500 m mélyen van. Mórágyon korábban felszíni gránitbánya működött (ma természetvédelmi terület), a falu és Bátaapáti között e gránittömbben alakították ki a paksi atomerőmű alacsony radioaktivitású hulladékainak tárolóját. Velencei-hegységben is előfordul.

## Felhasználás
Építkezéseken rendkívül hasznos alapanyagként szolgál már az ókorban is. Manapság leggyakrabban a sírok készítésében hasznosítják. Ezenkívül szobrokat és oszlopokat formálnak ebből az anyagból. Érdekesség továbbá az is, hogy a malom lapátját is ebből az anyagból alakítják ki a búza őrléséhez.[forrás?]